# Ralph Nelson
|  | Aquest article tracta sobre director de cinema estatunidenc. Vegeu-ne altres significats a «Nelson». |

Ralph Nelson   (Queens, 12 d'agost de 1916 - Santa Monica, 21 de desembre de 1987) va ser un director de cinema estatunidenc.
Ha rodat molt per a la televisió, realitzant nombrosos episodis de sèries TV. En cinema, s'interessa pel problema del racisme (Tic tic tick et la violence explose, The Wilby Conspiracy ) i dels indis (Duel at Diablo, Soldat blau).

## Biografia
D'ascendència noruega, Ralph Nelson va estar actiu tant en la televisió com en la pantalla gran: el pare de Ted Nelson (un dels pares de l'hipertext), va fer el servei militar en el Segona Guerra Mundial, coneixent en el front el guionista Rod Serling, amb qui va tenir una amistat i la cooperació de llarga durada.
A més de Ted, va tenir altres 3 fills (Ralph, Peter i Meredith), amb l'actriu Celeste Holm.
La seva obra més coneguda és el dur western  Soldat blau , en el qual aboca les atrocitats vistes en la guerra: la pel·lícula ha contribuït en gran manera al canvi de visió del gènere western en els anys setanta

## Filmografia
Filmografia:
- 1950: The Stage Door (sèrie TV)
- 1956: This Happy Breed (TV)
- 1957: Cinderella (TV)
- 1957: Blood Money (TV)
- 1962: Requiem for a Heavyweight
- 1963: Els lliris dels prats (Lilies of the Field)
- 1963: Soldier in the Rain
- 1964: Fate Is the Hunter
- 1964: Father Goose
- 1965: The Man Who Bought Paradise (TV)
- 1965: Once a Thief
- 1966: Duel at Diablo
- 1968: Counterpoint
- 1968: Charly
- 1970: Tick... Tick... Tick et la violence explose
- 1970: Soldat blau (Soldier Blue)
- 1971: Flight of the Doves
- 1972: The Wrath of God
- 1975: La conspiració Wilby (The Wilby Conspiracy)
- 1976: Embryo
- 1978: Because He's My Friend (TV)
- 1978:  A Hero Ain't Nothin' but a Sandwich
- 1978: Lady of the House (TV)
- 1979: You Can't Go Home Again (TV)
- 1979: Christmas Lilies of the Field (TV)